# Vayres-sur-Essonne
Vayres-sur-Essonne település Franciaországban, Essonne megyében. Lakosainak száma 974 fő (2022. január 1.). Vayres-sur-Essonne Guigneville-sur-Essonne, Boutigny-sur-Essonne, Bouville, Courdimanche-sur-Essonne, D’Huison-Longueville és Valpuiseaux községekkel határos.

## Népesség
A település népessége az elmúlt években az alábbi módon változott:
| Lakosok száma | 900  | 913  | 986  | 929  | 945  | 959  | 962  | 969  | 974  |
|               | 2013 | 2015 | 2016 | 2017 | 2018 | 2019 | 2020 | 2021 | 2022 |